# Церква Святого Архистратига Михаїла (Нижнів)
Церква Святого Архістратига Михаїла знаходиться в селі Нижнів памятка архітектури місцевого значення

## Історія
Заснована 1755 року. Спонсор Антон Яблоновський архітектор Григорій Мельник. На території церкви поховано Володимира Скоробогатого священника приходу в Нижневі.